# Theo Evan

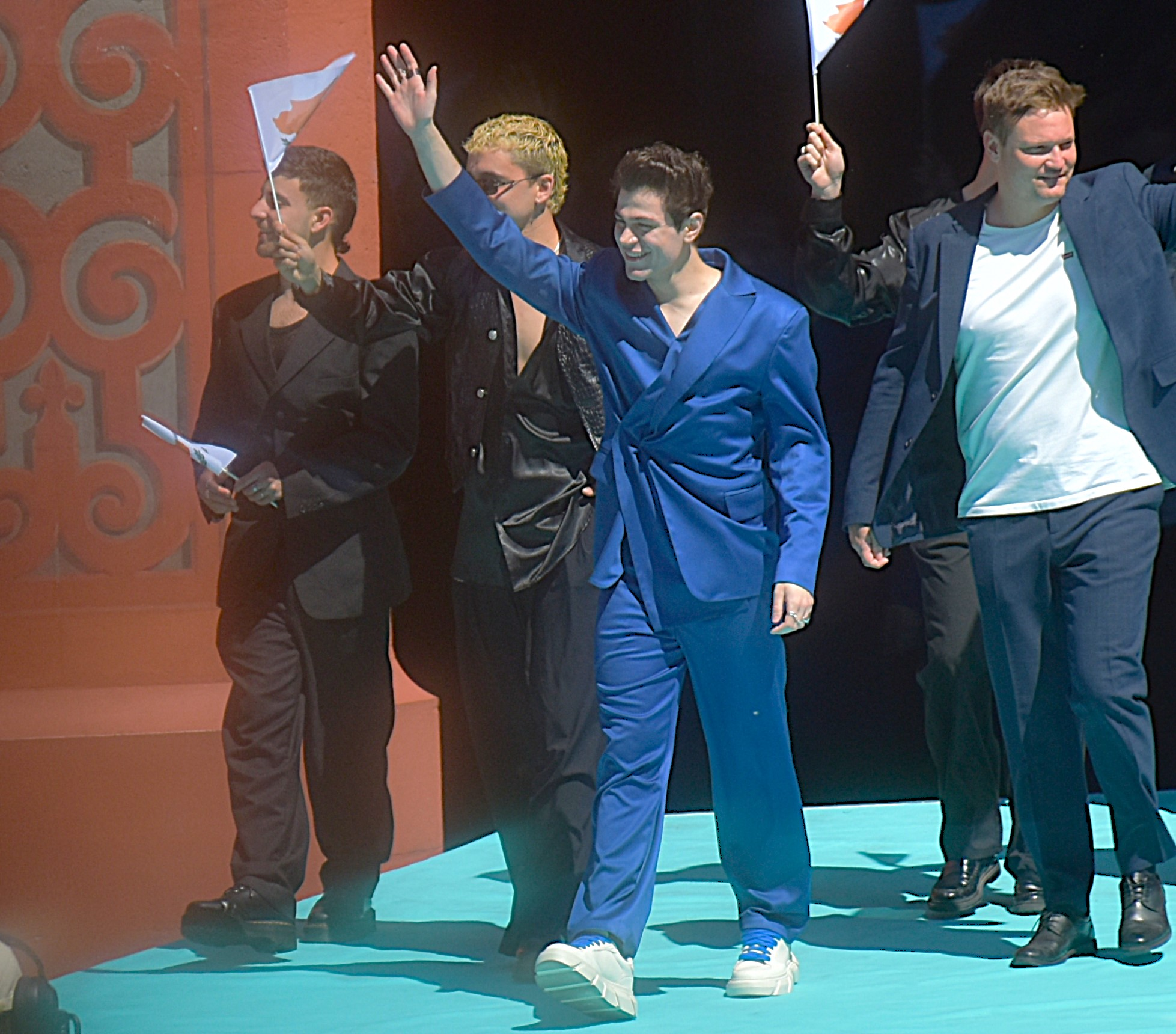
Theo Evan (2025)

Theo Evan (eigentlich Evangelos Theodorou, griechisch Ευάγγελος Θεοδώρου; * 16. Mai 2000 in Nikosia) ist ein griechisch-zyprischer Sänger. Er vertrat Zypern beim Eurovision Song Contest 2025 in Basel. 

## Leben
Theo Evan entstammt einer griechisch-zyprischen Familie. Bereits als Kind erhielt er Tanz- und Gesangsstunden und trat in verschiedenen Theaterstücken und Talentshows in Zypern auf. Nach seinem Abschluss an der English School in Nikosia zog Theo Evan in die USA, wo er am Berklee College of Music in Boston Musik und Performance studierte.
Seine erste Single, The Wall, veröffentlichte Theo Evan 2021, weitere Singles folgten.
Am 2. September 2024 gab der zyprische Sender CyBC bekannt, dass Theo Evan Zypern beim Eurovision Song Contest 2025 in Basel vertreten soll. Das Lied Shh, mit dem er beim Wettbewerb teilnehmen soll, wurde am 11. März 2025 veröffentlicht. Theo Evan trat im ersten Halbfinale des ESC am 13. Mai 2025 an, konnte sich jedoch nicht für das Finale qualifizieren.

## Diskografie
Singles
- 2021: The Wall
- 2022: Burn Us Down
- 2023: So Cold
- 2023: Save Me From Myself
- 2023: Dark Side
- 2024: The Cost Of Losing You
- 2024: Fading Dreams
- 2025: Fuego (Eleni Foureira Cover)
- 2025: Shh
- 2025: Diafanis (mit Demy)
- 2025: Don’t Kill My Summer